# Kinosternon herrerai
La tortuga de pantano de Herrera (Kinosternon herrerai) es una especie de tortuga de la familia Kinosternidae, endémica de México. Se encuentra en los estados de Hidalgo, San Luis Potosí, Tamaulipas y Veracruz.
En 2013 los investigadores John B. Iverson, Minh Le y Colleen Ingram publicaron un estudio en el que, basados en datos moleculares, proponían que las especies Kinosternon acutum, K. angustipons, K. creaseri, K. dunni, K. herrerai y K. leucostomum formaban un linaje separado de otras especies de Kinosternon, proponiendo un nuevo género denominado "Cryptochelys". Sin embargo, los investigadores Phillip Q. Spinks, Robert C. Thomson, Müge Gidiş y H. Bradley Shaffera publicaron otro estudio al año siguiente, en este donde se apoya la clasificación tradicional de la familia Kinosternidae y atribuyen los errores del anterior a la falta de más caracteres moleculares y morfológicos.